# Harald Grethe
Harald Grethe (* 25. März 1965 in Buchholz in der Nordheide) ist ein deutscher Agrarwissenschaftler.

## Leben
Harald Grethe absolvierte eine landwirtschaftliche Berufsausbildung in den Niederlanden und studierte Agrarwissenschaften an der Universität Göttingen, wo er 2004 auch promovierte. Von 2008 bis 2016 leitete er das Fachgebiet für Agrar- und Ernährungspolitik der Universität Hohenheim. Seit 2016 ist er Professor an der Humboldt-Universität zu Berlin, wo er das Fachgebiet „Internationaler Agrarhandel und Entwicklung“ leitet.
2012 wurde Grethe zum Vorsitzender des wissenschaftlichen Beirats „Agrarpolitik, Ernährung und gesundheitlicher Verbraucherschutz“ des Bundesministeriums für Ernährung und Landwirtschaft berufen und dort zum Vorsitzenden gewählt. Im Dezember 2020 schied er aus dem Beirat aus. Seit 2018 ist Grethe Vorsitzender des Wissenschaftlichen Beirats des Thünen-Instituts. Seit Mai 2022 ist Grethe gemeinsam mit Christine Chemnitz Co-Direktor des Thinktanks Agora Agrar. 
Grethe ist ein Kritiker der Flächensubventionen in der Landwirtschaft. Die Landwirte in Deutschland sollten nicht mehr durchschnittlich 284 Euro pro Hektar erhalten. Dies sei „ein verteilungspolitischer Skandal“.

## Publikationen (Auswahl)
- Oliver Balkhausen, Martin Banse, Harald Grethe: Modelling CAP Decoupling in the EU: A Comparison of Selected Simulation Models and Results. In: Journal of Agricultural Economics. 2007, doi:10.1111/j.1477-9552.2007.00135.x (englisch).
- Uli Kleinwechter, Harald Grethe: The adoption of the Eurepgap standard by mango exporters in Piura, Peru. Humboldt-Universität zu Berlin, 2006 (englisch).
- Khalid Siddig et al.: Impacts of removing fuel import subsidies in Nigeria on poverty. In: Energy Policy. Band 69, 2014, S. 165–178, doi:10.1016/j.enpol.2014.02.006 (englisch).